# Día Mundial de Toma de Conciencia del Abuso y Maltrato en la Vejez
El Día Mundial de Toma de Conciencia del Abuso y Maltrato en la Vejez es una fecha que se conmemora anualmente el 15 de junio desde 2006, aprobada por la Asamblea General de las Naciones Unidas (AGNU) en 2011.

## Proclamación
El Día Mundial de Toma de Conciencia del Abuso y Maltrato en la Vejez (WEAAD, por sus siglas en inglés), fue proclamado por la International Network for the Prevention of Elder Abuse-INPEA,(Red Internacional para la Prevención del Maltrato a los Adultos Mayores)y la Organización Mundial de la Salud el 15 de junio de 2006.  Esta fecha fue adoptada oficialmente por la AGNU el 19 de diciembre de 2011. El objetivo de esta proclamación es sensibilizar sobre el maltrato de las personas mayores y promover su salud, bienestar y dignidad. Con esta celebración se solicita a los gobiernos y actores pertinentes a diseñar y llevar a cabo estrategias de prevención más efectivas y leyes y políticas más fuertes para abordar todos los aspectos del maltrato a los ancianos.

## Celebración
Este día se celebra el 15 de junio de cada año. La elección de esta fecha busca concienciar sobre los desafíos y problemas que enfrentan las personas mayores en el ámbito de los derechos humanos. La conmemoración incluye eventos y actividades a nivel mundial para destacar la importancia de proteger los derechos de los ancianos y sensibilizar sobre el abuso y maltrato que sufren. La primera celebración se llevó a cabo en 2006 en la sede de las Naciones Unidas en Nueva York.El lazo púrpura es el icono que se identifica con esta celebración.

## Temas
| Año  | País            | Ciudad           | Tema |
| ---- | --------------- | ---------------- | --- |
| 2006 | Estados Unidos  | Nueva York       | Sin tema |
| 2007 | Suiza           | Ginebra          | Sin tema |
| 2008 | Canadá          | Ottawa           | Sin tema |
| 2009 | México          | Ciudad de México | El maltrato de las personas adultas mayores puede y debe impedirse |
| 2010 | Canadá          | Toronto          | Protect Our Elders. They protect us, ('Protejamos a nuestros ancianos. Ellos nos protegen') |
| 2011 | Reino Unido     | Londres          | Elder abuse: a global concern, ('El maltrato a los ancianos: una preocupación global') |
| 2012 | República Checa | Praga            | My World...Your World...Our World – Free of Elder Abuse, ('Mi mundo... Tu mundo... Nuestro mundo – Libre de abuso a los mayores') |
| 2013 | Corea del Sur   | Seúl             | Sin tema |
| 2014 | India           |                  | Sin tema |
| 2015 | Irlanda         | Dublín           | Advances in elder abuse research, practice & legislation, ('Avances en la investigación, práctica y legislación sobre el maltrato a los ancianos') |
| 2016 |                 |                  | Día Mundial de Toma de Conciencia del Abuso y Maltrato en la Vejez |
| 2017 | Estados Unidos  | Nueva York       | Understand and End Financial Abuse of Older People: A Human Rights Issue, ('Comprender y poner fin al abuso financiero de las personas mayores: una cuestión de derechos humanos')                                                                      |
| 2018 | Estados Unidos  | Nueva York       | Moving from Awareness to Action through a Human Rights based approach, ("Pasar de la concienciación a la acción a través de un enfoque basado en los derechos humanos")                                                                                 |
| 2019 | Polonia         | Cracovia         | Access to Justice: Legal, Social and Economic Services for Older Victims of Sexual, Physical and Financial Crimes, ('Acceso a la Justicia: Servicios Legales, Sociales y Económicos para Víctimas Mayores de Crímenes Sexuales, Físicos y Financieros') |
| 2020 | Virtual         |                  | The impact of COVID-19 on violence, abuse and neglect of older persons, ('El impacto de la COVID-19 en la violencia, el abuso y la negligencia de las personas mayores')                                                                                |
| 2021 | Virtual         |                  | Access to justice, ('Acceso a la justicia') |
| 2022 | Estados Unidos  | Nueva York       | What’s next? Five priorities for the Decade, ("¿Qué sigue? Cinco prioridades para la Década") |
| 2023 | Estados Unidos  | Nueva York       | Abordar la violencia de género en la vejez: políticas, legislación y respuestas de base empírica |
| 2024 |                 |                  | Prioritizing Dignity, Safety, and Wellbeing for Older Survivors of All Identities, '(Priorizar la dignidad, la seguridad y el bienestar de los supervivientes mayores de todas las identidades')                                                        |